# Ophiomorus raithmai
Espèce
Statut de conservation UICN

 LC  : Préoccupation mineure
Ophiomorus raithmai est une espèce de sauriens de la famille des Scincidae.

## Répartition
Cette espèce se rencontre :
- au Kâthiâwar dans le nord-ouest de l'Inde ;
- dans le sud-est du Pakistan.

## Étymologie
Le nom spécifique raithmai vient des mots raith mai, signifiant poisson de sable, terme utilisé pour certaines populations locales pour désigner cette espèce.

## Publication originale
- Anderson & Leviton, 1966 : A review of the genus Ophiomorus (Sauria: Scincidae), with descriptions of three new forms. Proceedings of the California Academy of Sciences, sér. 4, vol. 33, no 16, p. 499-534 (texte intégral).